# Leon Rutkowski
Leon Rutkowski (ur. 1862 w Turowie koło Płocka, zm. 7 stycznia 1917 w Płońsku) – lekarz, antropolog, działacz społeczny. 
Prowadził praktykę lekarską w Płońsku, a także badania antropologiczne ludności tego regionu oraz kraniologiczne miejscowej ludności z IX–XI w. (materiał z cmentarzysk). Więziony przez carat w Cytadeli Warszawskiej za działalność patriotyczną. 
Współpracował z Polską Akademią Umiejętności, kładąc liczne zasługi w badaniach naukowych z dziedziny antropologii. Po śmierci Jana Walerego Jędrzejewicza kontynuował jego pracę. Był członkiem Ligi Narodowej w 1895 roku.
Był kierownikiem biura werbunkowego w Płońsku Komitetu Organizacyjnego Legionów Polskich, formowanych u boku wojsk rosyjskich w 1915 roku. 
Jego grób znajduje się na płońskim cmentarzu. Jego imieniem nazwano dawną ulicę Szkolną (1937), Zespół Szkół nr 2 przy ulicy ks. J. Popiełuszki w Płońsku, a także wystawiono mu pomnik na skwerze przed budynkiem MCK.
Jego bratankiem był Władysław Rutkowski, poseł na Sejm z ramienia Stronnictwa Narodowego.

## Literatura
- Aleksander Bolesław Maciesza: Leon Rutkowski jako badacz naukowy. Warszawa: Wydawnictwo Płockiego Towarzystwa Naukowego, 1931, s. 21. (pol.).